# Мейринг, Георг
Георг Лодевик Мейринг (англ. Georg Lodewyk Meiring; 18 октября 1939, Ледибранд — 3 сентября 2024, Претория) — южноафриканский военачальник, главнокомандующий сухопутными войсками (1990—1993) и национальными силами обороны (1993—1998).

## Биография
После получения степени магистра наук по физике в Университете Оранжевого свободного государства, Мейринг в 1962 году поступил на службу в Южноафриканскую армию в качестве офицера связи, а в 1980 году стал директором службы связи армии Южной Африки.
Мейринг служил заместителем главнокомандующего сухопутными войсками с 1982 по 1983 год и генералом, командующим территориальными силами Юго-Западной Африки с 1983 по 1987 год. Он был главнокомандующим сухопутными войсками ЮАР с 1990 по 1993 год, последним главнокомандующим Силами обороны Южной Африки с 1993 по 1994 год и первым главнокомандующим Национальными силами обороны Южной Африки с 1994 по 1998 год.
В феврале 1998 года Мейринг в качестве главы министерства обороны Южной Африки предоставил президенту Нельсону Манделе разведывательный отчет об организации под названием «Фронт африканской народно-освободительной армии». В этом отчёте многие важные правительственные чиновники были обвинены в заговоре с целью убийства президента, судей, захвата парламента и вещательных станций и в целом в хаосе. Позже, после того как дело было расследовано судьёй, было заявлено, что отчет сфабрикован.
Скончался днём 3 сентября 2024 года в своём доме в Претории в возрасте 84 лет.